# タウケ
タウケ（カザフ語: Тәуке、1652年 - 1718年）は、カザフ・ハン国の14代目の君主（ハン）である（在位：1680年? -1718年?）。13代目のハンのジャンギルの子で、タウケはカザフ・ハン国の建国者ジャニベク・ハンの来孫（5世孫）にあたる。法制度の整備と部族の統一によってカザフ草原に安定をもたらし、「偉大なタウケ」と讃えられた。

## 生涯
タウケはヤシに居住し、近郊のキュルトベの丘で有力なビー（部族の指導者）と協議して国内を統治した。17世紀末からロシア帝国に頻繁に使者を派遣し、ロシアとの外交関係の構築に成功した。1687年、1691年にロシアに通商を求める使節を派遣し、1694年、1697年には貿易の継続を要請した。
カザフ・ハン国はジュンガル（カルムィク）の侵入に苦しみ、1710年と1713年の侵入はカザフに深刻な被害をもたらした。1710年にクリルタイを招集し、キルギス人、カラカルパク人の協力も得てジュンガルへの反撃を試みた。翌1711年にカザフ連合軍はジュンガルに勝利する。
1718年春のアヤコズの戦いでは、ジュンガルに部族間の不和を利用され、敗北した。同年にタウケは没した後、カザフのジュズ（部族連合）は抗争を再開する。タウケの存命中にすでに小ジュズの一部がカイプ・ハンに従って独立していたが、タウケの死後はそれぞれのジュズが独自にハンを選出しカザフ草原に複数のハンが現れた。

## 法の編纂
17世紀末から18世紀初頭にかけてカザフの慣習法をまとめ、「ジュティ・ジャルグ（7つの法典）」として編纂した。ジュティ・ジャルグには土地や財産を巡る争い、婚姻、刑罰が規定されていた。ジュティ・ジャルグはタウケ法典とも呼ばれ、モンゴルやオイラトの成文法の影響を受けていたとも言われる。